# Aeroportul Berbera
Aeroportul Berbera (IATA: BBO, ICAO: HCMI) este un aeroport din Somaliland ce deservește zona Berbera. A fost numit după zona deservită.
Situat la o altitudine de 7 m, aeroportul dispune de 1 pistă.

## Infrastructură

### Piste
Aeroportul dispune de o singură pistă. Pista 05/23 are suprafața de asfalt și dimensiunile 4.140 m × 45 m. 